# Universidad (Albacete)
Universidad es un barrio de Albacete (España) situado al sur de la capital. Tiene una población de 4772 habitantes (2012). Alberga grandes infraestructuras de la ciudad como el Estadio Carlos Belmonte, la Universidad de Castilla-La Mancha o el Parque Científico y Tecnológico de Castilla-La Mancha.

## Toponimia

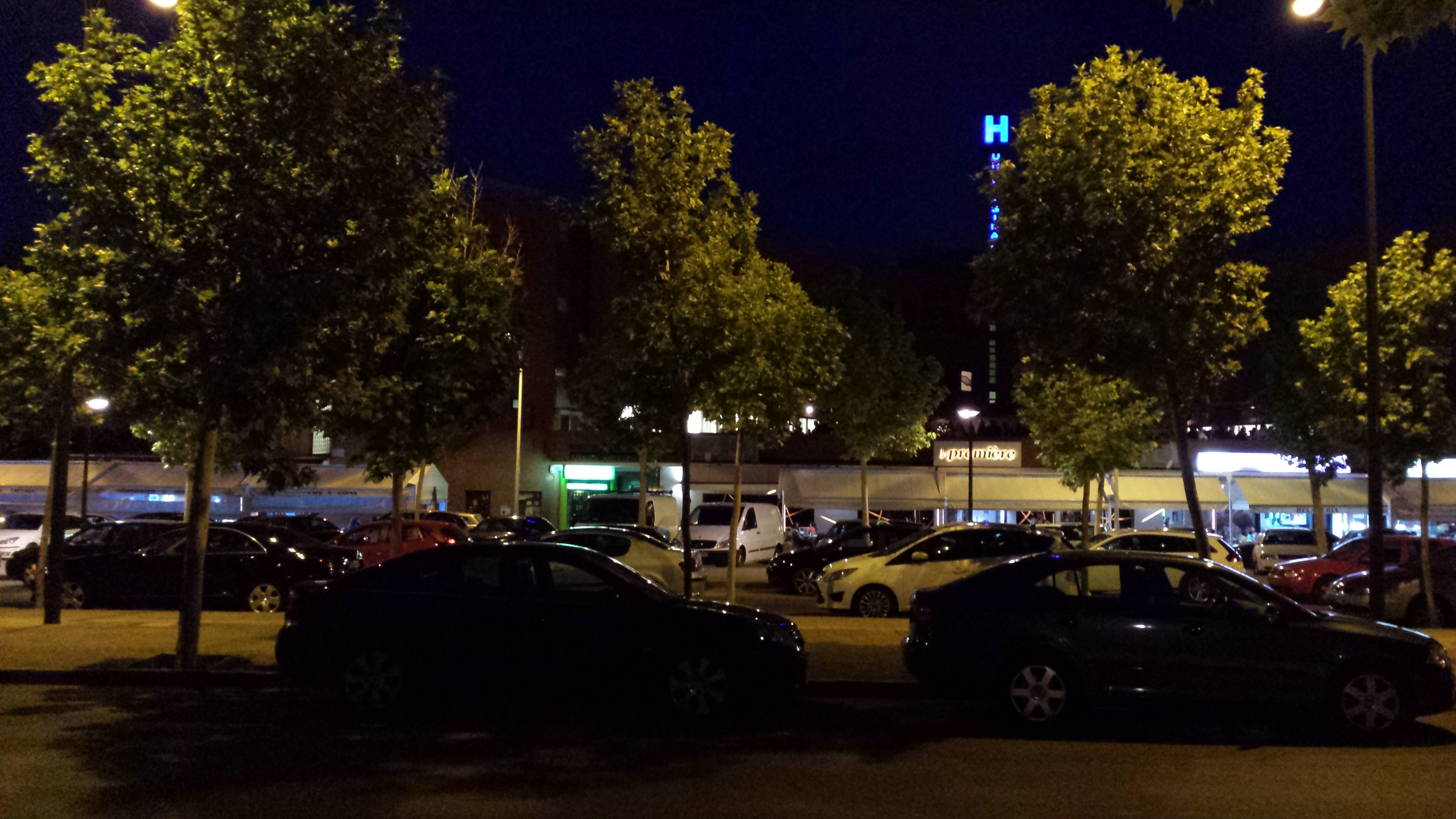
Zona Campus

El barrio recibe tal denominación por la ubicación de la Universidad de Castilla-La Mancha en su territorio.

## Geografía

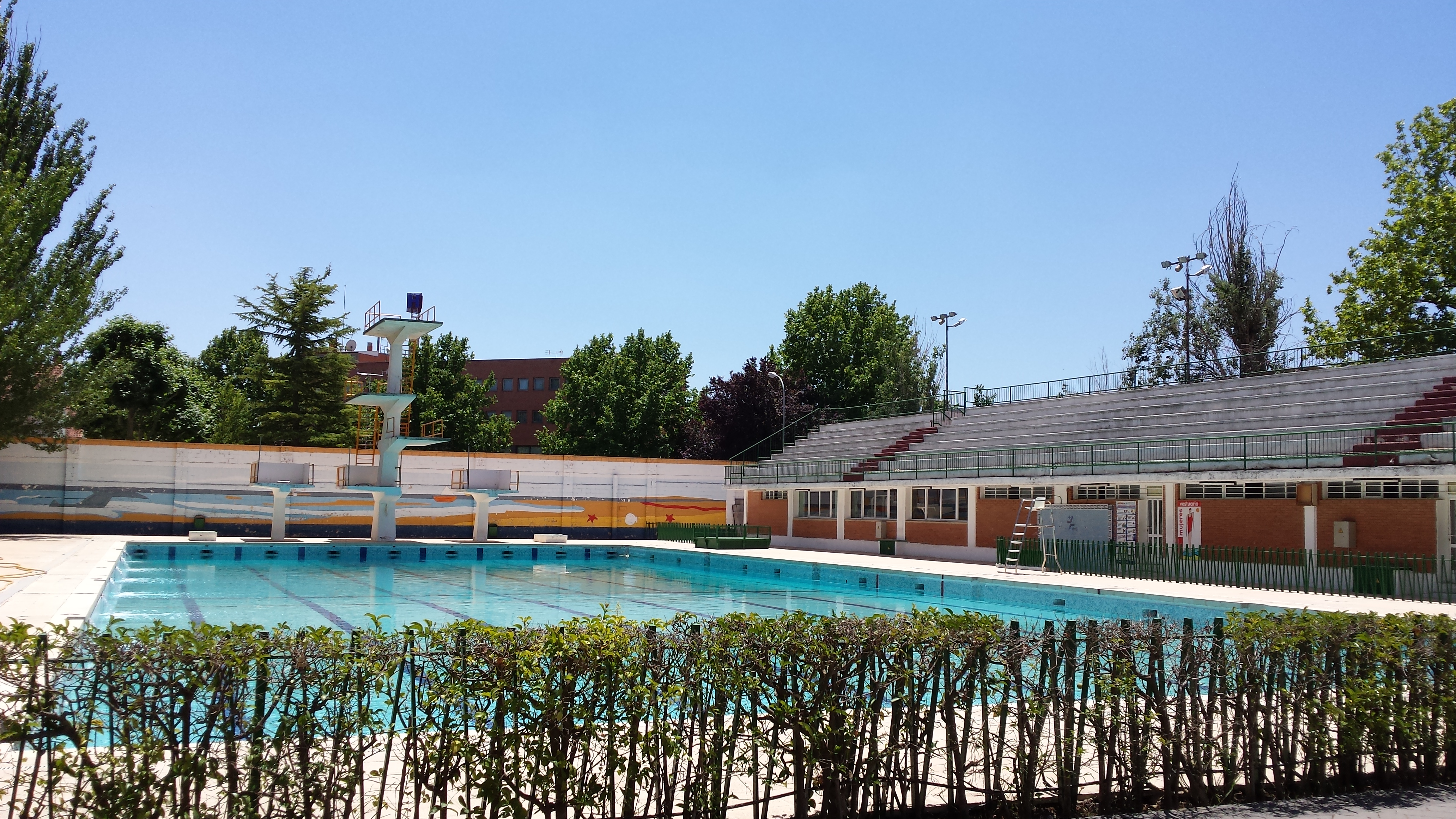
Piscina olímpica de verano del Complejo Deportivo Carlos Belmonte

El barrio está situado al sur de la ciudad de Albacete, entre la avenida de La Mancha al sur, la calle La Literatura al este, la calle Hellín (Circunvalación), alcalde Virgilio Martínez Gutiérrez y la calle Bachiller Sansón Carrasco al oeste. Linda con los barrios Hermanos Falcó al este, Hospital al norte y Sepulcro-Bolera al este. Forma parte del distrito B de Albacete, junto con los barrios Hermanos Falcó, Hospital y Carretas.

## Demografía
El barrio tiene 4772 habitantes (2012): 2393 mujeres y 2379 hombres.

## Educación

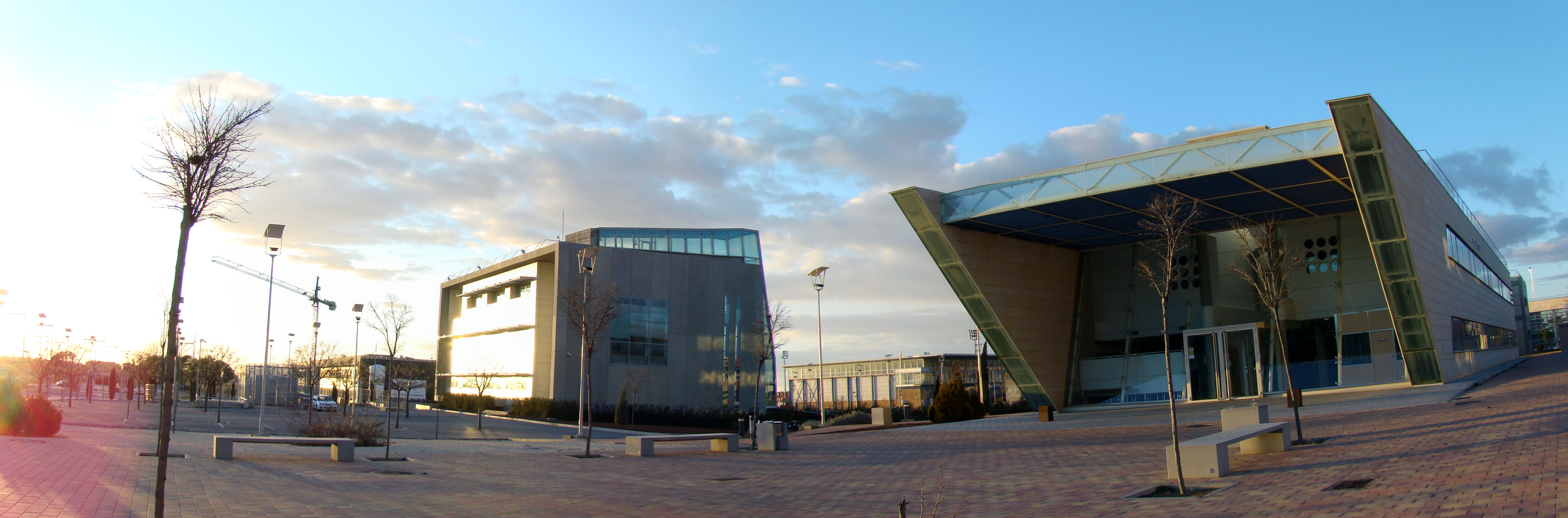
Parque Científico y Tecnológico de Castilla-La Mancha al sur del barrio

Universidad alberga la Ciudad Universitaria de Albacete de la Universidad de Castilla-La Mancha, el Parque Científico y Tecnológico de Castilla-La Mancha, los institutos de educación secundaria Al-Basit y Tomás Navarro Tomás y la Escuela Territorial de Técnicos y Técnicos Superiores Deportivos de Fútbol y Fútbol Sala (centro privado autorizado de enseñanzas deportivas). El Jardín Botánico de Castilla-La Mancha linda con el barrio al sur.  

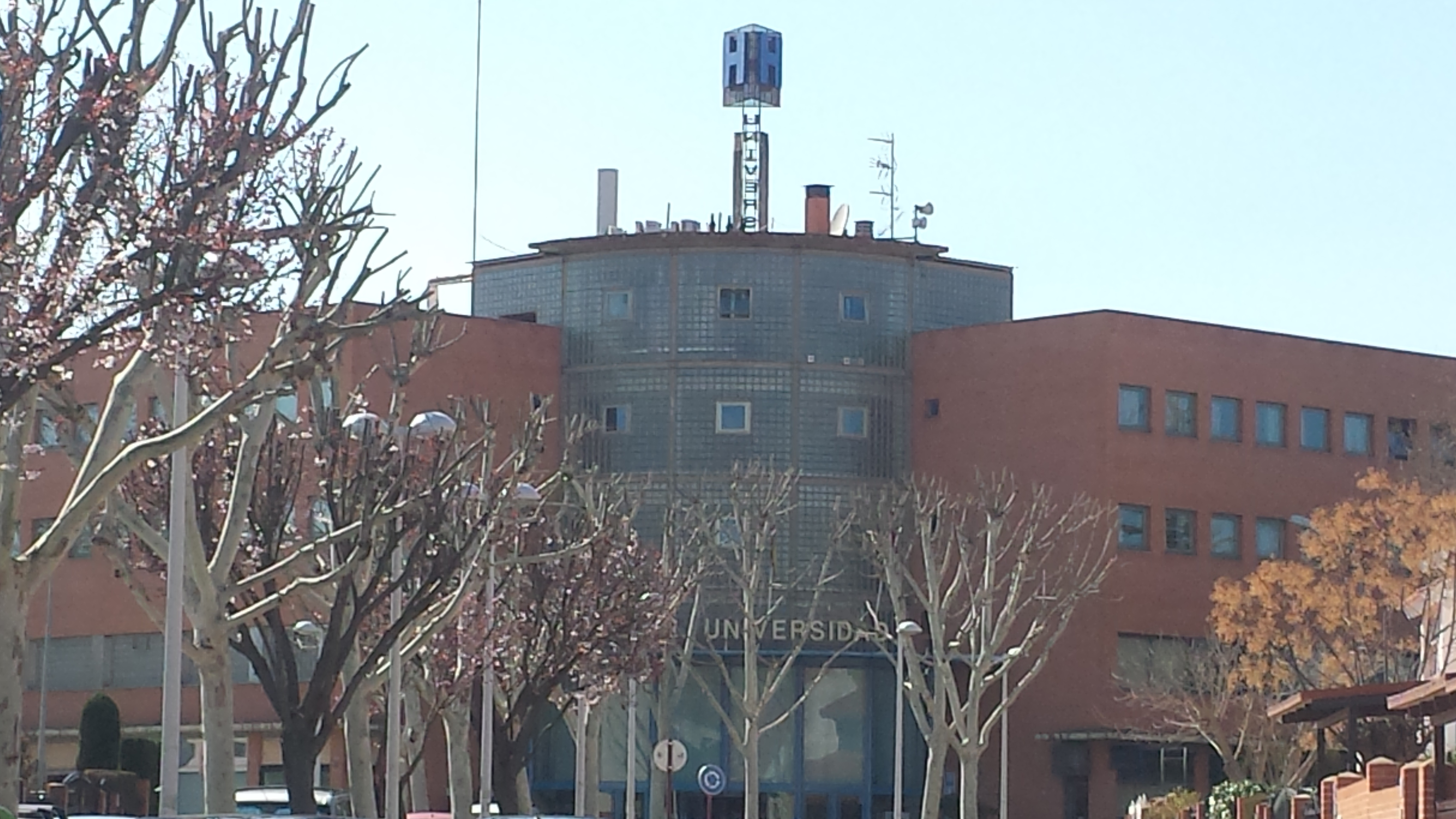
Hotel Universidad

En el barrio se encuentran situadas las residencias universitarias José Isbert, José Prat, Campus y Universidad.

## Sanidad y servicios sociales
El barrio alberga un centro de salud (Zona 8), un Centro de Especialidades, un Punto de Atención Continuada (PAC 2) del Servicio de Urgencias de Atención Primaria de Albacete, el Centro de Atención a Personas con Discapacidad Intelectual Grave Albatros y la residencia de ancianos Alábega.

## Monumentos

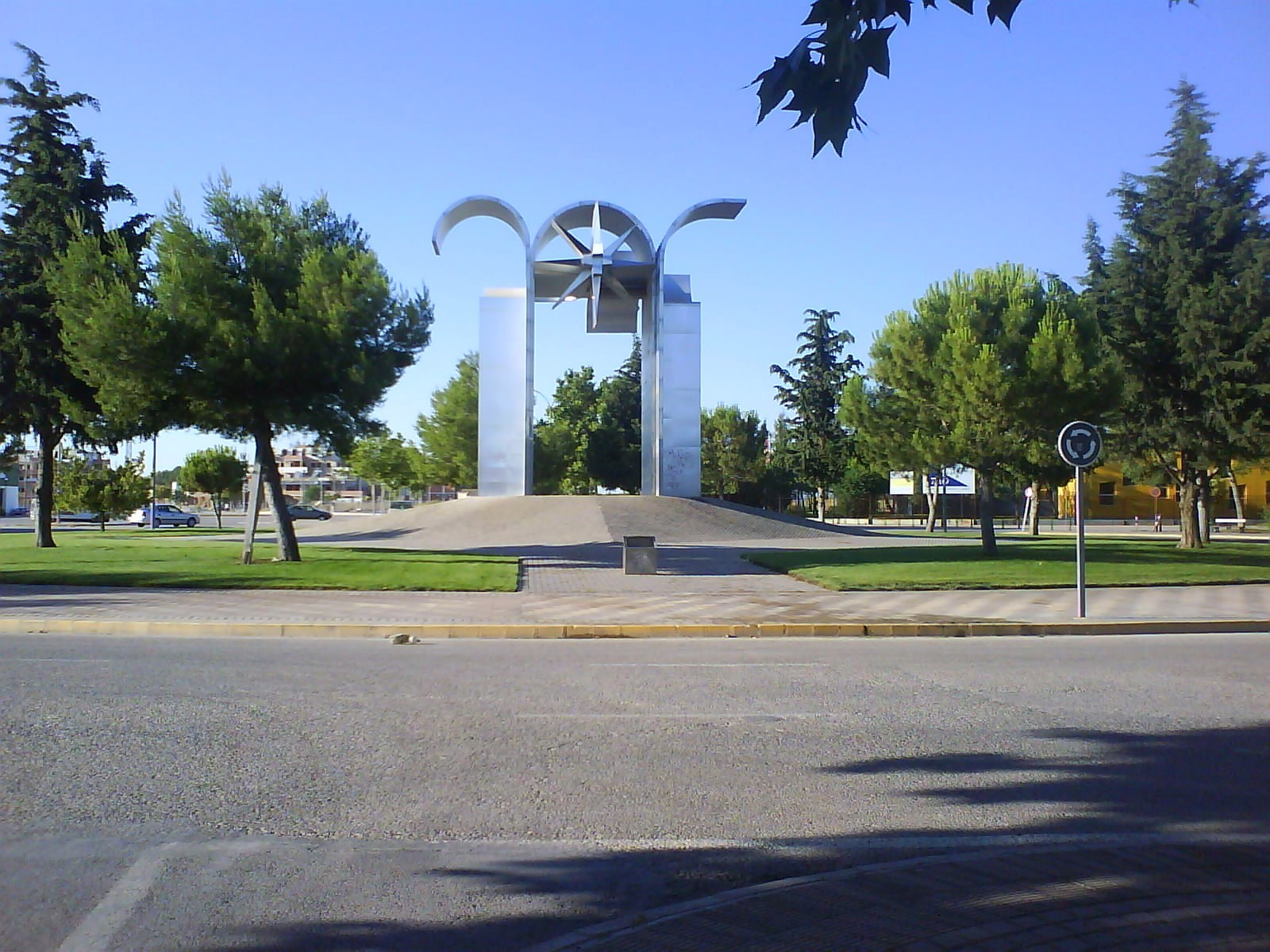
Pórtico de La Mancha

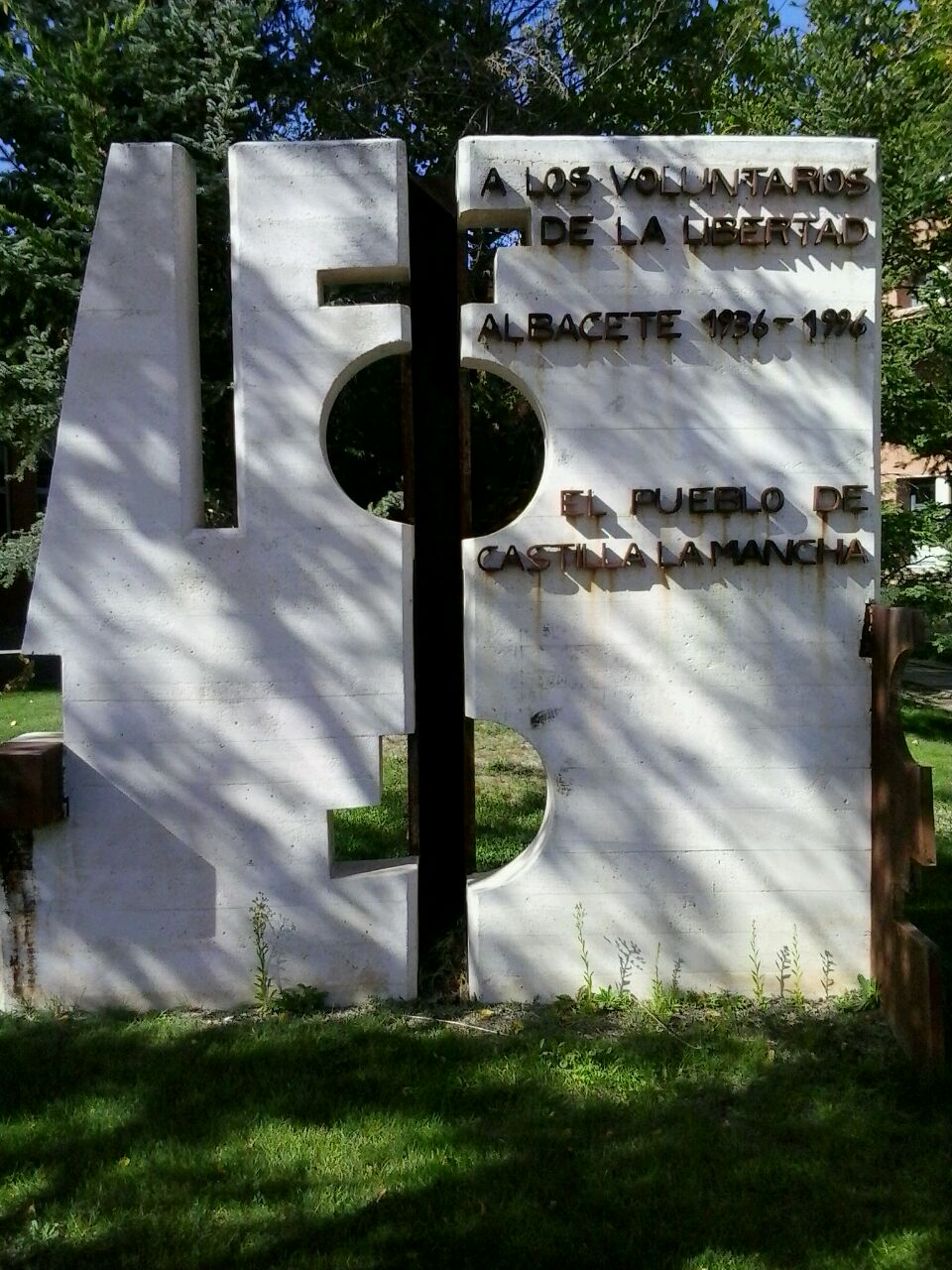
Monumento a las Brigadas Internacionales

El Pórtico de La Mancha, localizado en el Campus General de la ciudad, fue creado por José Luis Sánchez Fernández en 1986. Está realizado en aluminio y acero inoxidable y elevado sobre un montículo de adoquines, que le otorgan once metros de altura.
En la plaza de la Universidad de la Ciudad Universitaria de Albacete se ubica el monumento a las Brigadas Internacionales, inaugurado en 1996.

## Ocio
Universidad alberga una de las principales zonas de copas de la ciudad, la Zona Campus, que cuenta con cafeterías y pubs además de un hotel, el Hotel Universidad.

## Deporte

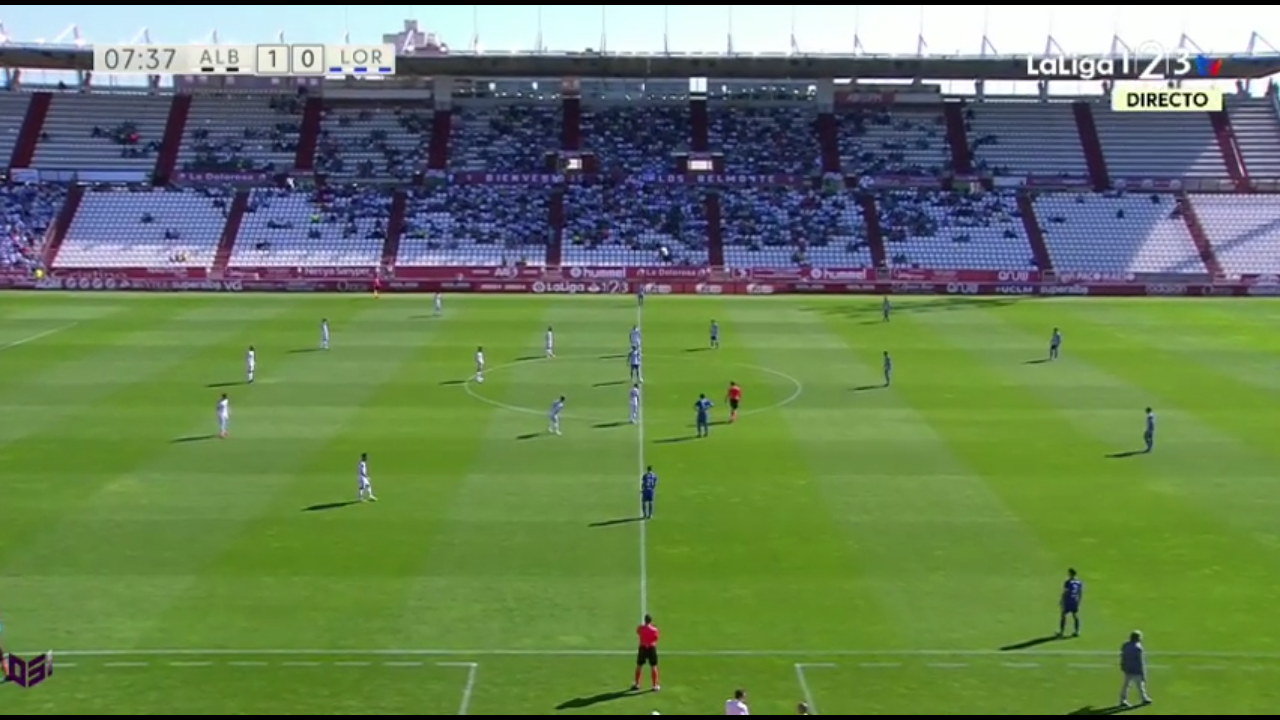
Estadio Carlos Belmonte

Universidad alberga el Estadio Carlos Belmonte, con capacidad para 18 000 espectadores, en el que juega como local el Albacete Balompié. La selección española de fútbol ha disputado cinco encuentros internacionales en el coliseo manchego a lo largo de su historia. 
El estadio forma parte del mayor complejo deportivo de la ciudad: el Complejo Deportivo Carlos Belmonte. Este cuenta, entre otras instalaciones, con tres piscinas de verano, una de ellas olímpica, dos piscinas cubiertas, un centro termal con jacuzzis, saunas, baños turcos o piscina termal, un gimnasio, seis pistas de tenis, dos pistas de frontón, dos campos de fútbol de césped artificial, dos campos de fútbol de tierra y un campo de fútbol de césped natural.
Además, el barrio alberga el Estadio Municipal José Copete, con capacidad para 3000 espectadores, el Estadio de Atletismo de Albacete, inaugurado en 1999, que cuenta con un campo de rugby de césped natural, pista de atletismo de ocho calles, foso de saltos, zona de lanzamientos y sala fitness, el Pabellón Universitario de Albacete, con capacidad para 2400 espectadores, y el Pabellón Tomás Navarro Tomás, que cuenta con una pista polideportiva exterior y un pabellón polideportivo.

## Transporte
En autobús urbano, el barrio queda conectado mediante las siguientes líneas:
| Línea | Trayecto | Recorrido                                                         | Frecuencia                                         |
| ----- | --- | ----------------------------------------------------------------- | -------------------------------------------------- |
|       | Campus UCLM - Barrio de Vereda | Recorrido Archivado el 1 de noviembre de 2014 en Wayback Machine. | 12-18 minutos                                      |
|       | Campus UCLM - Barrio de Vereda | Recorrido Archivado el 17 de abril de 2014 en Wayback Machine.    | 12-18 minutos                                      |
|       | Campus UCLM - Hospital Perpetuo Socorro | Recorrido Archivado el 22 de febrero de 2014 en Wayback Machine.  | 12-18 minutos                                      |
|       | Estación de Ferrocarril - Estación de Autobuses - Hospital General Universitario - Hospital Universitario Ntra. Señora del Perpetuo Socorro | Recorrido Archivado el 22 de febrero de 2014 en Wayback Machine.  | 15-22 minutos                                      |
|       | Ciudad - Parque Empresarial Campollano | Recorrido Archivado el 17 de abril de 2014 en Wayback Machine.    | Salidas 7:20, 8:20, 14:40, 15:20 (desde la ciudad) |